# Еди Џордан
Едмунд Патрик Џордан (енгл. Edmund Patrick Jordan; Даблин, 30. март 1948 — Кејптаун, 20. март 2025) био је оснивач и бивши власник тима Формуле 1, Џордан гран при.

## Биографија
Еди Џордан је рођен 30. марта 1948. године у Ирској. Првобитно је почео да учи стоматологију, али је касније постао банкарски службеник у Националној Банци Ирске.
Године 1970. је гледао картинг трку и толико се одушевио да је одмах и себи купио картинг. Године 1971. је освојио картинг првенство Ирске.
Године 1974. Еди је почео да вози за Формула Форд. Године 1976. је у несрећи задобио преломе на обе ноге, али се успешно опоравио и у тркама је остао до 1979. године возећи у различитим такмичењима.
Године 1979. Еди Џордан је основао Еди Џордан рејсинг тим који је учествовао у различитим ауто-мото такмичењима.
Еди Џордан је године 1991. основао Формула 1 тим Џордан гран при. Остаће упамћено да је Еди Џордан у дебитантској сезони свог тима омогућио Формула 1 деби младом немачком возачу Михаелу Шумахеру. Шумахер ће убрзо прећи у тим Бенетона, а касније постати и седмоструки светски првак. Највећи успех тима је био на ВН Белгије 1998. када су Дејмон Хил и Ралф Шумахер освојили дуплу круну. Највећи успех на крају сезоне тим је имао 1999. године, када су Хил и Френцен остварили треће место у генералном поретку за тим Џордана.
Притиснут проблемима са спонзорима, Еди Џордан је 2005. године продао тим Мидланд Групи.
Након тога Еди се посветио свирању бубњева и свом бенду В10.
Ипак, вратио се Формули 1 као стручни консултант на телевизији ББЦ.